# Musée de la Mémoire
Le Musée de la Mémoire est un musée français consacré au souvenir du camp du Récébédou et plus largement aux camps d’internement.
Il se trouve dans la commune de Portet-sur-Garonne (Haute-Garonne) et la région Occitanie, dans un ancien bâtiment du camp de concentration du Récébédou.

## Musée
Le musée accueille une exposition permanente, des reconstitutions, une salle de conférence et une exposition temporaire. Il permet également la consultation sur place d’un certain nombre d’ouvrages traitant plus particulièrement des camps d’internement. Lieu de mémoire avant tout le Musée se veut aussi un outil pédagogique au service des enfants et de tous ceux qui ont soif de connaissance.

## Histoire
Le Musée de la Mémoire a été inauguré le 6 février 2003 par Elie Wiesel, Prix Nobel de la paix et François Peraldi, maire et conseiller général de Portet-sur-Garonne.